# Niedersachsens Fußballer des Jahres

Logo des NFV

Die Ehrung Niedersachsens Fußballer des Jahres wird seit 1991 vom Niedersächsischen Fußballverband (NFV) an den besten Fußballer bzw. die beste Fußballerin eines niedersächsischen Vereins verliehen. Seit 2007 wählen ausschließlich Journalisten aus Niedersachsen aus einer Auswahl von zehn Nominierten den Sieger bzw. die Siegerin und haben dabei jeweils bis zu drei Stimmen zur Verfügung.
Bei jeder Verleihung ist ein prominenter Pate, meist ein ehemaliger Fußballspieler oder ein Sportjournalist, anwesend, der den Preis übergibt und eine Laudatio hält. Als Trophäe werden ein Pokal und ein Goldener Schuh des Sponsors adidas vergeben. Weitere Sponsoren sind die AOK Niedersachsen und der Verein Niedersächsische Sportpresse.
Der erste Preisträger war 1991 Uwe Groothuis von den Kickers Emden, die erste Preisträgerin war Petra Damm (1992). Erster ausländischer Spieler war 2002 der Tscheche Jan Šimák. Bisher wurde kein Spieler mehrfach ausgezeichnet. 2024 wurde die Vergabe von einem Jahresmodus auf Saisonmodus umgestellt. Zudem sind nun auch Spieler wählbar, die aus Niedersachsen stammen, aber in der jeweiligen Saison nicht mehr bei einem niedersächsischen Verein tätig waren.

## Preisträger

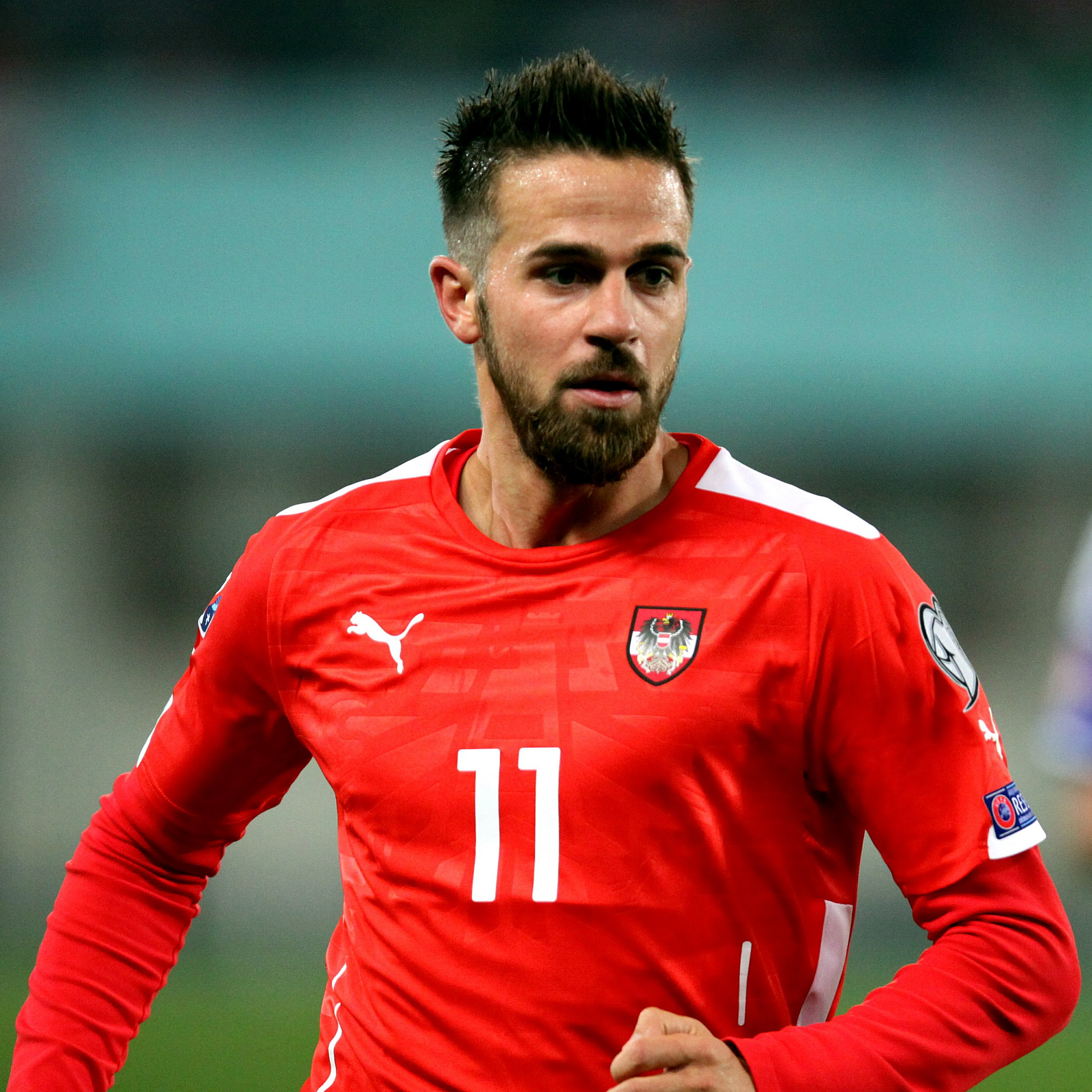
Martin Harnik – Preisträger 2017

- Jahr: Nennt das Jahr, in dem der/die Spieler(in) gewählt wurde.
- Name: Nennt den Namen des Spielers bzw. der Spielerin.
- Nationalität: Nennt die Nationalität des Spielers bzw. der Spielerin.
- Verein: Nennt den Verein, für den der/die Spieler(in) zum damaligen Zeitpunkt gespielt hat.
- Pate: Nennt den Paten, der den Preis übergab und die Laudatio hielt.

| Jahr    | Name                 | Nationalität            | Verein                  | Pate                  |
| ------- | -------------------- | ----------------------- | ----------------------- | --------------------- |
| 1991    | Uwe Groothuis        | Deutschland             | Kickers Emden           | Uwe Seeler            |
| 1992    | Petra Damm           | Deutschland             | VfR Eintracht Wolfsburg | Jupp Derwall          |
| 1993    | André Breitenreiter  | Deutschland             | Hannover 96             | Hans Tilkowski        |
| 1994    | Josef Menke          | Deutschland             | SV Meppen               | Bernard Dietz         |
| 1995    | Stefan Meissner      | Deutschland             | VfL Wolfsburg           | Horst Hrubesch        |
| 1996    | Stephan Prause       | Deutschland             | Kickers Emden           | Bernd Franke          |
| 1997    | Jörg Sievers         | Deutschland             | Hannover 96             | Dieter Burdenski      |
| 1998    | Roy Präger           | Deutschland             | VfL Wolfsburg           | Manfred Burgsmüller   |
| 1999    | Gerald Asamoah       | Deutschland             | Hannover 96             | Hannes Löhr           |
| 2000    | Uwe Brunn            | Deutschland             | VfL Osnabrück           | Uli Stein             |
| 2001    | Christian Claaßen    | Deutschland             | VfL Osnabrück           | Marco Bode            |
| 2002    | Jan Šimák            | Tschechien              | Hannover 96             | Hans Siemensmeyer     |
| 2003    | Fredi Bobic          | Deutschland             | Hannover 96             | Michael Skibbe        |
| 2004    | Stefanie Gottschlich | Deutschland             | VfL Wolfsburg           | Tina Theune-Meyer     |
| 2005    | Per Mertesacker      | Deutschland             | Hannover 96             | Max Lorenz            |
| 2006    | Thorsten Stuckmann   | Deutschland             | Eintracht Braunschweig  | Horst Wolter          |
| 2007    | Robert Enke          | Deutschland             | Hannover 96             | Horst Podlasly        |
| 2008    | Martina Müller       | Deutschland             | VfL Wolfsburg           | Steffi Jones          |
| 2009    | Marcel Schäfer       | Deutschland             | VfL Wolfsburg           | Marcel Reif           |
| 2010    | Edin Džeko           | Bosnien und Herzegowina | VfL Wolfsburg           | Werner Hansch         |
| 2011    | Didier Ya Konan      | Elfenbeinküste          | Hannover 96             | Sebastian Hellmann    |
| 2012    | Jan Schlaudraff      | Deutschland             | Hannover 96             | Kai Dittmann          |
| 2013    | Mame Diouf           | Senegal                 | Hannover 96             | Mousse T.             |
| 2014    | Ron-Robert Zieler    | Deutschland             | Hannover 96             | Michael Richter       |
| 2015    | Kevin De Bruyne      | Belgien                 | VfL Wolfsburg           | Dieter Hecking        |
| 2016    | Marvin Schwäbe       | Deutschland             | VfL Osnabrück           | Harald Pistorius      |
| 2017    | Martin Harnik        | Österreich              | Hannover 96             | Peter Linden          |
| 2018    | Waldemar Anton       | Deutschland             | Hannover 96             | Martin Andermatt      |
| 2019    | Nils Körber          | Deutschland             | VfL Osnabrück           | Uwe Brunn             |
| 2020    | Pernille Harder      | Dänemark                | VfL Wolfsburg           | keine Preisverleihung |
| 2021    | Maximilian Arnold    | Deutschland             | VfL Wolfsburg           | Inka Blumensaat       |
| 2022    | Alexandra Popp       | Deutschland             | VfL Wolfsburg           | Jörg Jakob            |
| 2023/24 | Niclas Füllkrug      | Deutschland             | Borussia Dortmund       | noch offen            |

## Rangliste

### Vereine
- Platz: Nennt die Platzierung des Vereins innerhalb dieser Rangliste. Diese wird durch die Anzahl der Titel bestimmt. Bei gleicher Anzahl von Titeln wird alphabetisch sortiert.
- Verein: Nennt den Namen des Vereins.
- Anzahl: Nennt die Anzahl der errungenen Titel.

| Platz | Verein                  | Anzahl |
| ----- | ----------------------- | ------ |
| 1.    | Hannover 96             | 13     |
| 2.    | VfL Wolfsburg           | 9      |
| 3.    | VfL Osnabrück           | 4      |
| 4.    | Kickers Emden           | 2      |
| 5.    | Eintracht Braunschweig  | 1      |
| 5.    | SV Meppen               | 1      |
| 5.    | VfR Eintracht Wolfsburg | 1      |